# Gaslamp Quarter
Le Gaslamp Quarter est le cœur historique de la ville de San Diego, en Californie, États-Unis. C'est un quartier du centre-ville de San Diego et est le centre de la vie nocturne de la ville. Le quartier abrite de nombreux événements et festivals. Petco Park, stade des Padres de San Diego se trouve à proximité dans East Village. 
La zone est répertoriée comme un quartier historique sur le Registre national des lieux historiques comme le Gaslamp Quarter Historic District.

## Quelques bâtiments historiques du quartier

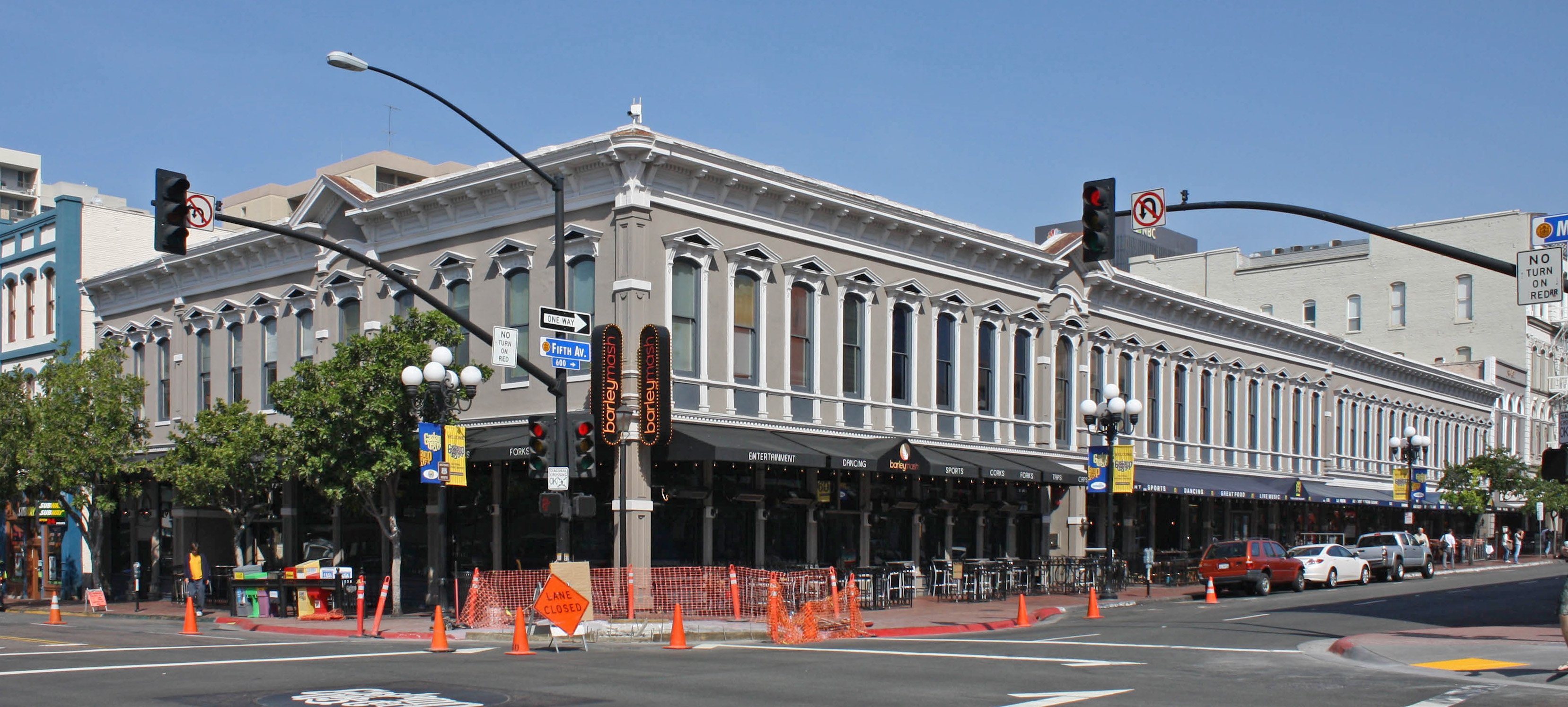
Backesto Building (1873)
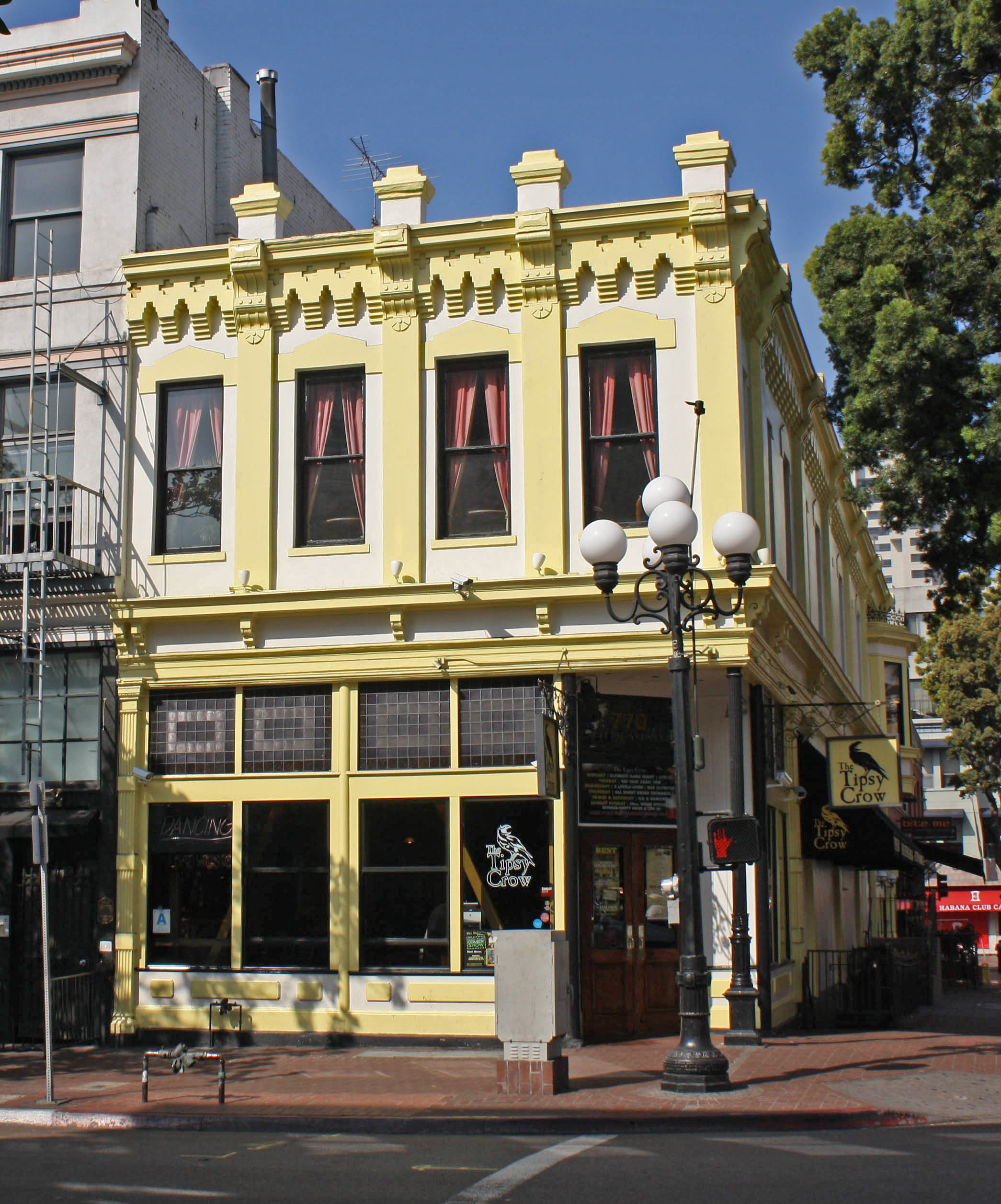
Spencer-Ogden Building (1874)
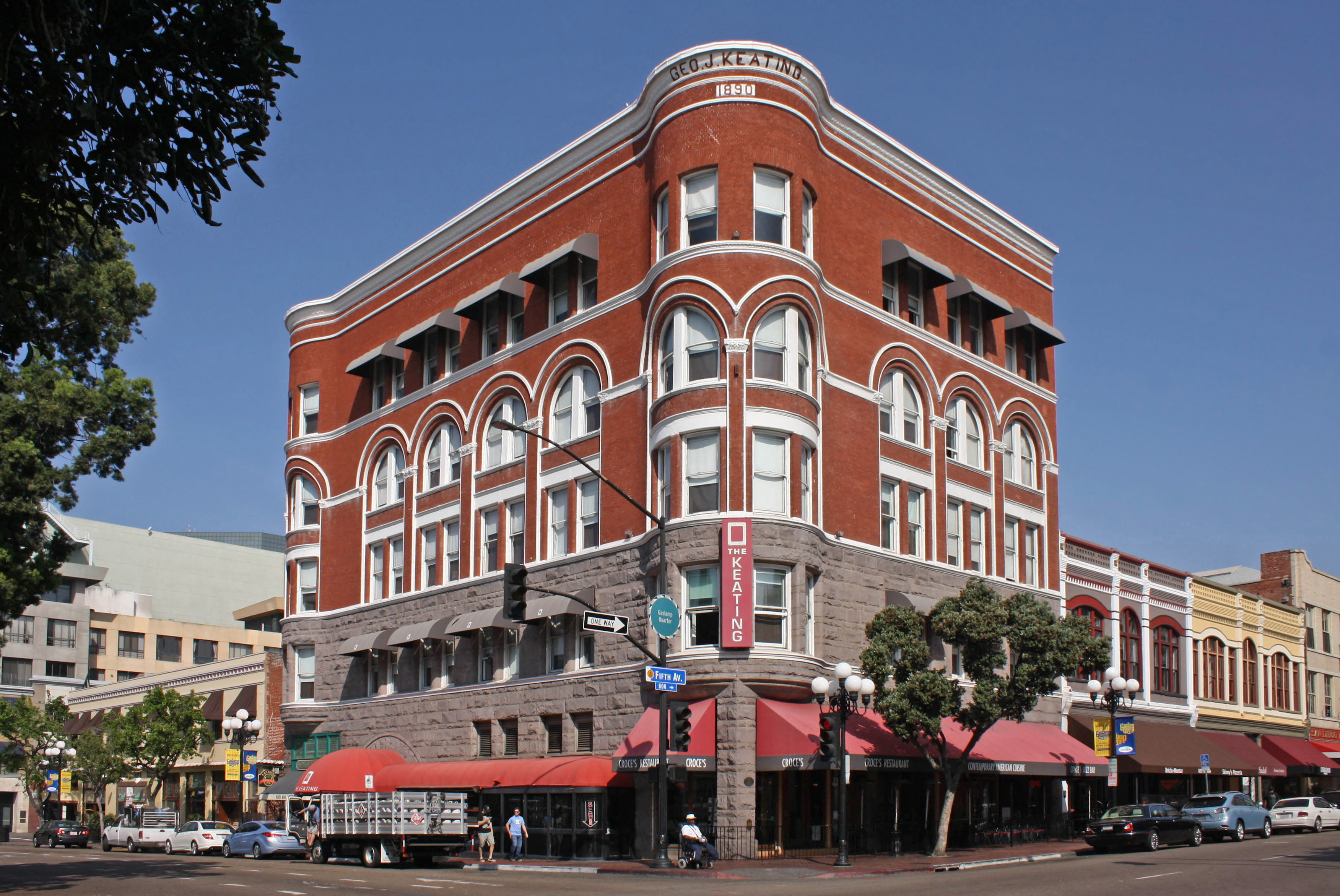
Keating Building (1890)
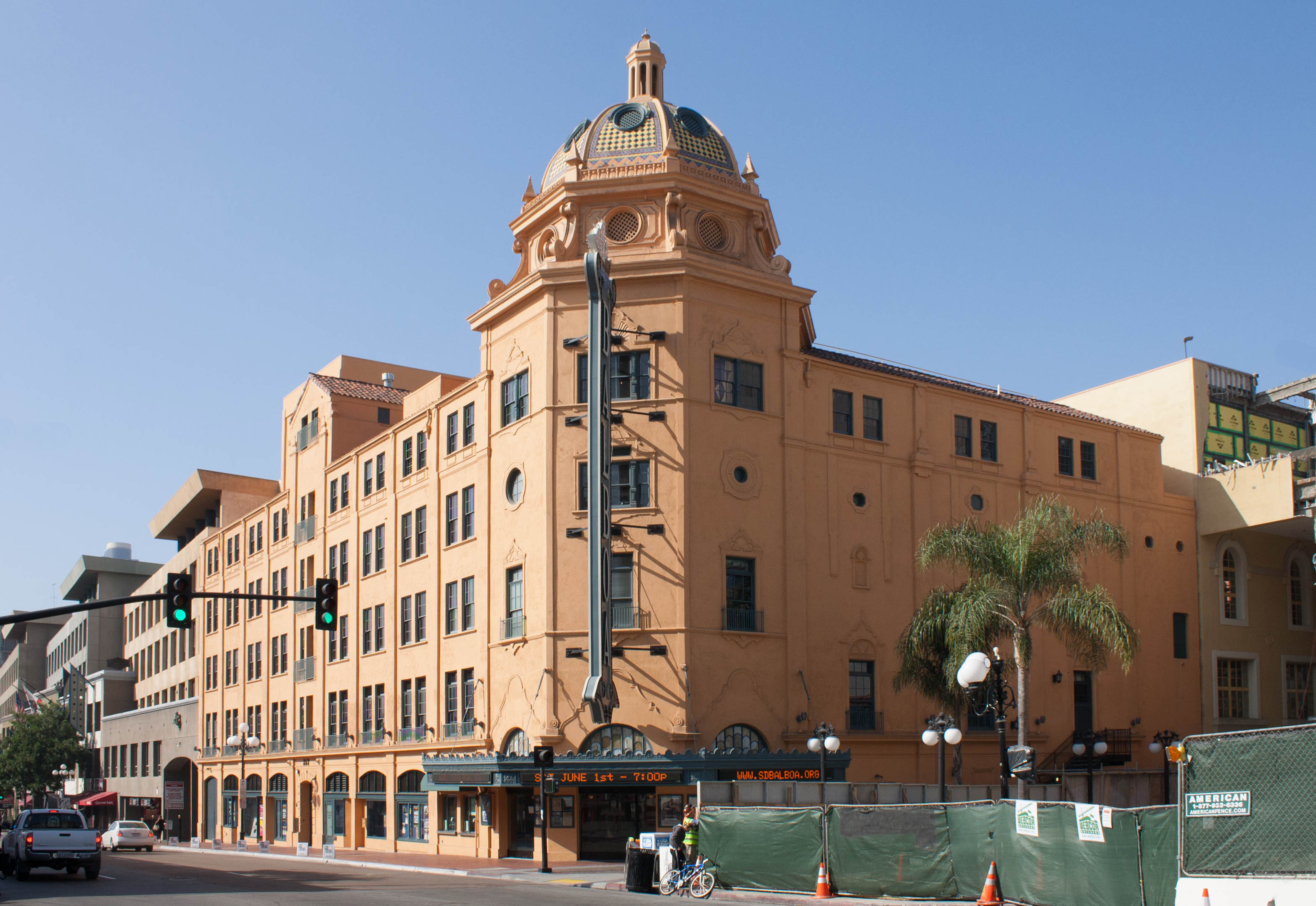
Balboa Theatre (1924)